# Література США
Література США, американська література (англ. American literature) — англомовна література, створена на теренах США та колишніх британських колоній, до їхнього об'єднання в Сполучені Штати Америки. Література США остаточно відокремилася з англійської літератури в XIX ст. Відтоді американська література набула широкого розвитку й самобутнього значення й займає сьогодні одне з провідних місць серед літератур народів світу.
США подарували світовій літературі таких класиків як Едгар По, Марк Твен, Джек Лондон, Джон Стейнбек, Теодор Драйзер, Вільям Фолкнер, Ернест Хемінгуей, Рей Бредбері, Стівен Кінг та багатьох інших. На початку XXI століття в США щорічно видається і продається більше книг, ніж у будь-якій країні світу.

## Характерні риси, мотиви, теми
Американська література сприймається як незалежна від англійської лише з XIX століття. Важливою причиною такого пізнього усамостійнення був той факт, що на ранніх етапах свого розвитку література США значною мірою орієнтувалася на європейські зразки, жанри й мотиви. Специфічні американські риси розвивалися в цій літературі протягом кількох десятиріч. Американську літературу XIX століття слід розглядати у зв'язку з необхідністю політичної легітимації молодої американської демократії, зокрема через підкреслення культурної тяглості європейської літературної традиції. Такі письменники, як Марк Твен чи Волт Вітмен неодноразово підкреслюють свою «американськість» (Americanness) й задаються питанням, що власне означає — бути американцем, які особливості й суперечності пов'язані з цим. Відмежування від Європи відбувалося в тісному контакті зі старим континентом. Для багатьох американських письменників того часу пошук власної ідентичності полягав зокрема в тривалих перебуваннях у Європі. До письменників, які в своїх пошуках нового звертаються до теми Європи (European theme), належать Бенджамін Франклін, Вашингтон Ірвінг, Джеймс Фенімор Купер, Натаніель Готорн, а також письменники «втраченого покоління», які під час і після Першої світової війни виїздили до Європи. Для Генрі Джеймса, який довгий час проживав у Англії, відношення до Європи стало головною темою творчості. Протилежним сюжетним напрямком є численні твори літератури США, присвячені досвіду переселенців з Європи, які потрапили до Америки.
Американські автори часто звертаються у своїх творах до так званих «міфів заснування» США, які є риторичною спадщиною пуритан, революційного часу та перших років незалежності. До цих міфів належить зокрема усвідомлення нації, як «міста на пагорбі» (метафора пуританина Джона Вінтропа), за прикладом якого має оновитися весь світ, або як нового Ханаану. Специфічно американським топосом, походження якого вбачають в пуританізмі, є міф під назвою «американська мрія» (American Dream) або «євангеліє успіху» (Gospel of Success), тобто уявлення про те, що завдяки тяжкій та чесній праці в Америці кожен може досягти великого успіху в житті (класична формула: від прибиральника до мільйонера), як показові тут можна згадати романи Гораціо Алгера. Мотиву успішності протистоять численні твори, які тематизують прірву між обіцянками «землі обітованної» та суспільної реальності. За Сакваном Берковичем, цю тематику часто визначають, як «американська єреміада». З часу незалежності 1776 року велику роль в літературі відіграє тема взаємин індивіда з політичною системою країни. Немало американських письменників — від Вашингтона Ірвінга й до Джона Дос Пассоса та Гора Відала — посилаються на батьків-засновників американської нації Джорджа Вашингтона та Томаса Джефферсона та їхні «перші принципи» (First Principles) й протиставляють їх політичній реальності сьогодення.
Уявлення про те, що історія США є особливим випадком розвитку західної цивілізації, було на перших етапах провідною ідеологемою американського літературознавства. Сама американістика й американське літературознавство ведуть свій відлік з 1930-х років. Народження американістики (American Studies) часто пов'язують з публікацією 1927 року праці Вернона Луїса Паррінгтона «Основні течії американської думки» (Main Currents in American Thought). Паррінгтон та його послідовники відстоювали винятковість американського досвіду й займалися пошуками рис типового американського характеру — індивідуалізм, лібералізм, ідеалізм, прагматизм — насамперед у творах американської літератури. Перрі Міллер у своїх численних працях вказував на те, що джерелом американізму був новоанглійський пуританізм, а його розквіт припадає на час трансценденталізму XIX століття. У праці Ф. О. Метіссенса «Американське відродження» (The American Renaissance, 1941) письменники-представники американського романтизму проголошувалися бардами американського потягу до свободи. Р. В. Б. Льюїс в «Американському Адамі» (The American Adam, 1955) представив своєрідну райську невинність колонізаторів Нового Світу як типовий американський топос. Проте у 1960-ті роки під впливом руху за громадянські права та фемінізму ідеологічний фундамент американістики зазнав певного руйнування. Університетське літературознавство звернуло увагу й визнало за повноцінну літературу таких соціальних груп, як жінки, афроамериканці, іммігранти.

## Регіональні особливості
Географічні та історичні відмінності різних регіонів США знайшли своє відображення в регіональній строкатості американської літератури. Нерідко американські автори вдаються у своїх творах до місцевих діалектів аби передати локальний колорит (local color fiction). Багато творів, насичених діалектизмами, таких авторів, як Марк Твен (твори про Міссісіпі) чи Вільям Фолкнер (романи про південні штати) належать до високих зразків світової літератури.
У південних штатах США на базі рабовласництва та плантаційного господарства розвинулася квазі-аристократична культура. Після поразки південців у громадянській війні пафос минулої величі став одним з поширених мотивів літератури південних штатів: на питання, чому Південь США породив так багато видатних письменників американський письменник Вокер Персі відповів: «Тому що нас розбили» («Because we got beat»). Англосаксонські письменники часто ідеалізували життя на Півдні до громадянської війни, де нібито всі чоловіки були джентльменами, всі жінки — леді, а раби були веселими, задоволеними, наївно-дитинними й лояльними до господарів. Такі твори з'являлися й у XX столітті, найвідомішим прикладом тут є роман Маргарет Мітчелл «Звіяні вітром» (1936). Критичне ставлення до Півдня можна знайти в творах афроамериканського письменника Чарлза Чесната, а також у таких англосаксонських авторів, як Джордж Вашингтон Кейбл, Джоел Чанблер Гарріс, Кейт Чопен. Двозначне ставлення Півдня США до свого минулого позначилося на творах періоду розквіту літератури південних штатів з 1930-х років (так званий Південний ренесанс). Характерими авторами тут були Каролін Гордон, Кетрін Анн Портер, Аллен Тейт, Роберт Пенн Воррен. Особливим жанром вважається південний готичний роман, зачинателем якого вважають Едгара Аллана По. За висловом Теннессі Вільямса цей жанр «виражає усвідомлення фундаментальної огидності модерного досвіду». Вершиною південного роману стали твори Вільяма Фолкнера. Після Другої світової війни цю традицію продовжили такі письменники, як Карсон Маккалерс, Трумен Капоте, Джеймс Дікі, Вільям Стайрон, Гарпер Лі, Юдора Велті, Фланнері О'Коннор.
Вестерн є не тільки жанром кіно, але й жанром літератури американського Заходу. Тема Дикого Заходу була широко представлена як у тривіальній літературі, так і в серйозних творах на кшталт «Вірджинця» (1902) Оуена Вістера. Критичний підхід до цієї тематики останнім часом віднайшли такі автори, як Томас Бергер, Воллес Стегнер, Норман Маклін, Ларрі Макмерті, Енні Пру й особливо Кормак Маккарті.
Середній Захід США представлений в літературі провінційно-ідилічними картинами життя містечок, зокрема в романі Шервуд Андерсон «Віннесбург, Огайо» (1919), в творах Сінклера Льюїса та оповіданнях Гаррісона Кейлора про фіктивне озеро Вобегон. Часто у творах Середнього Заходу знаходить своє відображення колективне уявлення американців про те, що саме тут знаходиться «серце Америки» (America's Heartland), що саме цей регіон є найбільш «американським» і таким чином може претендувати на типовість.

## Проза
Американська література досягла зрілості в 19 столітті, коли традиційні європейсьскі літературні жанри, такі як віршований епос вже втратили значення й престиж. Головним літературним жанром став роман. Ще з того часу походить часто повторюваний заклик до письменників створити «великий американський роман» (Great American Novel), який мав би показати повноцінність американської літератури й виразити особливості американської нації.
1851 року Натаніель Готорн у передмові до свого роману «Дім із семи фронтонами» наголошував на тому, що його твір є не стільки романом (novel), скільки романізованою оповіддю (romance). Мовляв у своєму романі він вдається до значно ширшого трактування цього жанру як у плані тематики, так і в плані художніх засобів. Жанрове протиставлення Гортона американське літературознавство розвинуло в певну теорію американського роману, наділеного, у порівнянні з європейським, специфічними рисами. Особливо часто американський роман порівнювався в той час з англійським романом, який був, як правило, романом суспільним переважно з реалістичною програматикою. Американський роман відрізнявся значно більшою роллю уяви й фантазії в розгортанні наративного потоку та увагою до внутрішнього світу персонажів. Йшлося, за словами того ж Гортона, насамперед про відтворення «правди людського серця». Таким чином американський роман (American romance) продовжує своєрідну міметичну традицію, для якої відтворення ілюзії реальності є менш важливим у порівнянні з намаганнями перетворити сам процес письма на процес творення й пошуку сенсу.
В американській літературі ще з 19 століття дуже високий престиж мав жанр оповідання (short story), тож його часто називали типовим американським прозовим жанром. Багато прозаїків-романістів зверталися й до жанру оповідання, деякі з них писали літературознавчі розвідки на цю тему. Особливо випливовим було есе Едгара Аллана По «Метод композиції», в якому автор висловив думку про те, що добре оповідання має бути достатньо коротким, аби встигти прочитати його за один присіст, що дасть можливість зберегти єдність враження та забезпечить безпосередній вплив історії на читача. Оповідання в США традиційно друкуються не лише в літературних та культурних жарналах, таких як The Atlantic, The New Yorker, Harper's Magazine, але й в новинарних та загальних часописах на кшталт The Saturday Evening Post, й таким чином поширюються мільйонними накладами. Так 1952 року журнал «Life», в якому було опубліковане оповідання Ернеста Гемінгвея «Старий і море», за два дні розійшовся накладом 5 300 000 примірників. Досьогодні збірки оповідань американських авторів нерідко посідають високі місця в списках бестселлерів, що для європейського книжкового ринку є винятком.

## Поезія
Американська поезія, як і вся американська література, постала з прагнення зробити свій особливий внесок до англійської літератури 17 століття. Перші поетичні твори з'явилися на теренах сьогоднішніх США ще до об'єднання 13 колоній в єдину державу. Водночас на американському континенті ще раніше існувала потужна фольклорно-поетична традиція північноамериканських індіанців. Англомовна поезія колоніального періоду природно орієнтувалася на теми, поетичні розміри та стилістику тогочасної англійської поезії. У 19 столітті почав формуватися американський варіант англійської мови, так само і поетична творчість стала набувати особливих, відмінних від англійської поезії рис. Генрі Лонгфелло та Едгар Аллан По кожен по-своєму принесли на американський ґрунт романтичну поезію. Важко переоцінити вплив поезії Едгара Аллана По на французьку (Шарль Бодлер) та загалом європейську поезію. Явищем світової літератури став поетичний доробок Емілі Дікінсон, що писала у другій половині 19 століття. Наприкінці 19 століття набула великої популярності не лише у США, а й закордоном поезія Волта Вітмена. Від цього часу американська поезія стала сприйматися як цілком самодостатня і навіть як своєрідний авангард англомовної поезії загалом.
Багато сторінок поезії США залишаються малодослідженими. Так, наприклад, чимало поетичних творів 1910–1945 років було втрачено, оскільки вони публікувалися в малотиражних газетах, зокрема лівого спрямування, значна частина яких у 1950-ті роки була знищена в американських бібліотеках під час епохи маккартизму. Найвпливовішими модерністськими англомовними поетами періоду Першої світової війни та міжвоєнного часу вважаються американські поети Езра Паунд та Томас Стернз Еліот. Водночас у першій половині 20 століття розвинулися такі цікаві поетичні напрямки, як афроамериканська поезія (Ленгстон Г'юз) та жіноча поезія США. Особливим явищем в поезії США став доробок поетів-бітників 1950-х років. Про престиж американської поезії говорить і той факт, що в 1960-ті роки молоді поети «Британського поетичного відродження» (англ. British Poetry Revival) орієнтувалися насамперед на своїх американських попередників та сучасників. З кінця 20 століття можна спостерігати диверсифікацію поетичного світу США, окрім англомовних авторів дедалі частіше заявляють про себе афроамериканські та іспаноамериканські поети, зокрема представники поезії чіканос (вихідців з Мексики).

## Драма

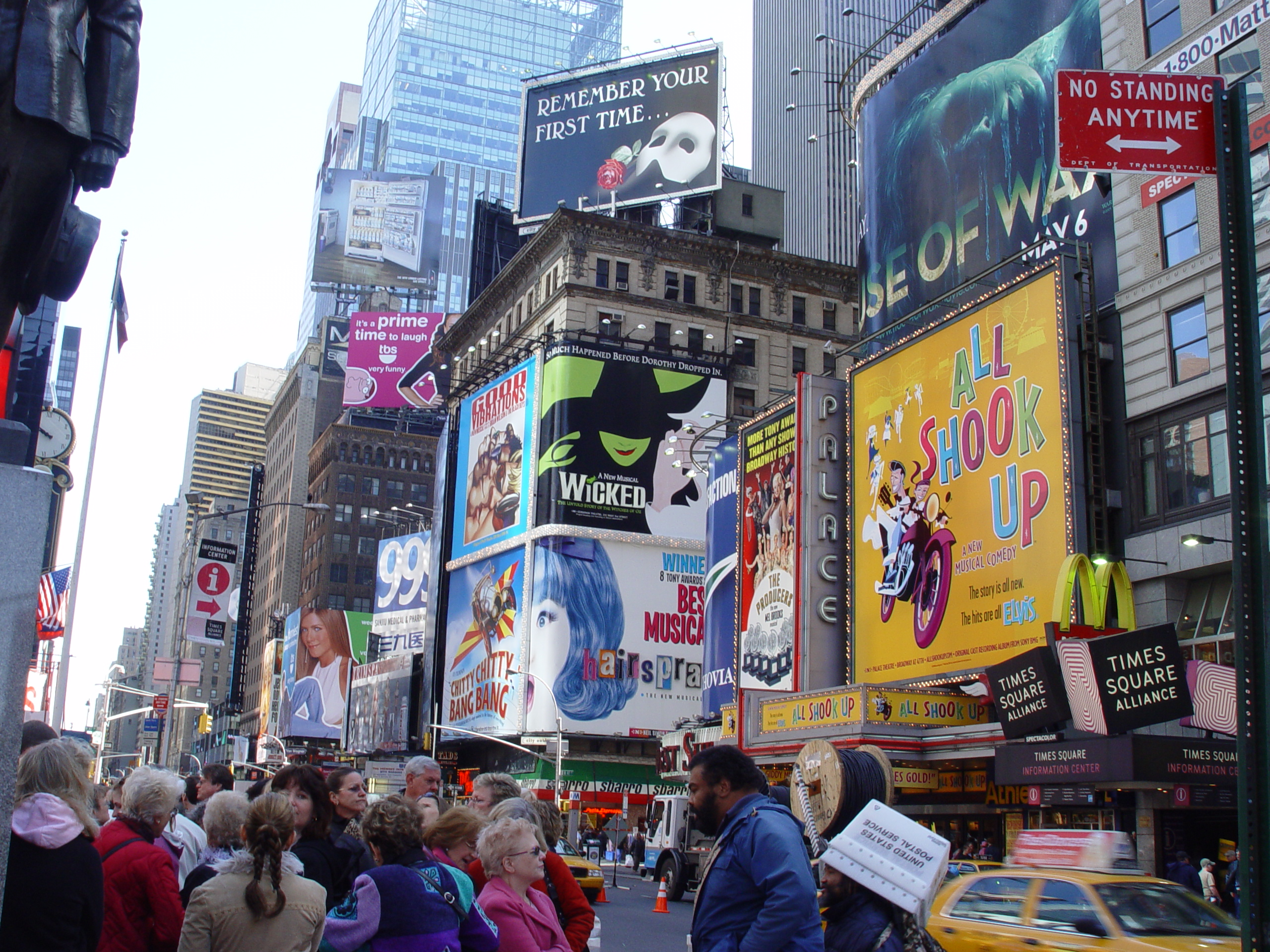
Нью-Йоркський Бродвей досьогодні залишається центром американського театрального життя

У США драма тривалий час не мала великого розвитку. У пуритан Нової Англії театральні вистави були заборонені й навіть в 19 столітті консервативні кола неприхильно ставилися до театру. Тож невипадково, що перше свідчення про театральну культуру США зафіксовано у судовому документі 1665 року: актор однієї з труп був заарештований за непристойну поведінку на публіці. Після 1750 року Масачусетс, Пенсільванія та Род-Айленд прийняли закони, за якими театральні вистави були заборонені. Ще 1794 року президент Єльського коледжу Тімоті Дуайт IV вважав, що відівдання театру веде до втрати «найціннішого з усіх скарбів, втрати безсмертної душі». Всупереч заборонам театр поступово став однією з улюблених розваг американців. Протягом 18 та 19 століття в багатьох великих містах було засновано постійні театри. В репертуарі були переважно англійські п'єси, насамперед твори Вільяма Шекспіра. 1865 року під час показу англійського фарсу «Наш американський кузен» («Our American Cousin») від кулі актора Джона Бута загинув президент США Авраам Лінкольн.
Театр у США, більше, ніж в Європі, розвивався в руслі комерційних вимог, тож багато п'єс були зорієнтовані насамперед на розважальність. По країні їздили численні водевільні трупи, що виступали на ярмарках. У другій половині 19 століття американський театральний ринок відкрили для себе європейські театральні й водевільні трупи, які часто приїздили у США на гастролі. Ще в 20 столітті багато європейських акторів, які згодом стали відомі в кіно, потрапили до США в складі театральних труп, показовими тут є долі таких акторів, як Кері Грант та Стен Лорел. На сценах США виступали також і представинки елітних театрів, такі як Сара Бернар.
Специфічно американською формою бурлеску було так зване «шоу менестрелів» (Minstrel show), під час якого білі актори з вимащеними сажею обличчями у відвертій расистській манері пародіювали життя чорношкірих американців. Театр з політичною метою використовували прихильники аболіціонізму. Великий інтерес у публіки мали численні постановки за романом «Хатина дядька Тома» Гаррієт Бічер-Стоу. Нью-Йоркський театр Бродвей наприкінці 19 століття став центром національного театрального життя та театральних новацій. Саме тут постав новий театральний жанр — мюзикл.
У 20 столітті стрімкий розвиток Голлівудського кінематорграфу значно потіснив театр як розважальне мистецтво. На сцену здебільшого виходять представники елітарної культури: Юджин Гладстоун О'Ніл (Нобелівська премія 1936 року), Артур Міллер («Смерть комівояжера», 1949), Томас Стернз Еліот («Убивство в соборі», 1935). Багато успішних п'єс з часом були екранізовані, так неодноразово була адаптована для кіно п'єса Теннессі Вільямса «Трамвай Бажання». П'єса «Наше містечко» (1938) Торнтона Вайлдера, написана під впливом епічного театру Бертольда Брехта, вважається чи не найпопулярнішою драмою в США, її досі ставлять не лише численні професійні трупи, а й шкільні та аматорські театри. Після Другої світової війни постав так званий рух Живого театру (Living Theatre). Під впливом французьких драматургів у США також з'явився театр абсурду, найвідомішим представником якого вважається Едвард Олбі («Хто боїться Вірджинії Вулф?» 1962). Насьогодні театральне життя у США — у порівнянні з Європою — є майже маргінальним явищем. Однією з головних причин такого становища є відсутність у США державних субвенцій для театрів.

## Нобелівські лауреати з літератури
На 2017 рік 12 громадян США було відзначено Нобелівською премією з літератури:
- 1930: Сінклер Льюїс (прозаїк)
- 1936: Юджин О'Ніл (драматург)
- 1938: Перл С. Бак (біограф та прозаїк)
- 1948: Т. С. Еліот (поет та драматург)
- 1949: Вільям Фолкнер (прозаїк)
- 1954: Ернест Хемінгуей (прозаїк)
- 1962: Джон Стейнбек (прозаїк)
- 1976: Сол Беллоу (прозаїк)
- 1978: Ісаак Башевіс Зінґер (прозаїк, писав на їдиш)
- 1987: Йосип Бродський (поет)[5]
- 1993: Тоні Моррісон (прозаїк)
- 2016: Боб Ділан (поет-пісняр)

## Літературні відзнаки США
- Премія Американської академії мистецтв і літератури
- Пулітцерівська премія (проза, драма та поезія, а також різні науково-популярні та журналістські категорії)
- Національна книжкова премія (проза, науково-популярна література, поезія і молодіжна література)
- Американська книжкова премія
- Літературні нагороди міжнародного Пен-клубу (декілька нагород)
- Поет-лауреат Сполучених Штатів
- Премія Боллінгера
- Пашкартська премія
- Премія О'Генрі